# Anthony Minghella
Anthony Minghella (født 6. januar 1954, død 18. marts 2008) var en britisk manuskriptforfatter og filminstruktør, der har lavet ganske få film men vundet stor international hæder for disse.

## Filmografi (som instruktør)
- Truly Madly Deeply (1990)
- Mr. Wonderful (1993)
- Den engelske patient, som vandt en Oscar for bedste instruktør i 1996
- The Talented Mr. Ripley (1999)
- Play (2000)
- Tilbage til Cold Mountain (2003)
- Breaking and Entering (2006)
- The No. 1 Ladies Detective Agency (2008)

Derudover skrev han tre radiospil, hvoraf de "Hang-Up" (1987) og "Cigaretter og chokolade" (1988) (oversat af Bo Green Jensen) er blevet udsendt i dansk radio.
Han døde af en hjerneblødning efter en operation.